# Open tijdperk
Open tijdperk (Engels: open era) is de term die de periode van het professionele tennis van mei 1968 tot nu aanduidt.

## Voorgeschiedenis
Tot 1968 waren tennisamateurs en tennisprofs strikt van elkaar gescheiden door de organisatie van de ITF (International Tennis Federation). Deze laatste organisatie bepaalde de opzet van internationale amateurtennistoernooien overal ter wereld. Proftennissers organiseerden hun toernooien afzonderlijk. 
Belangrijk daarin was de Amerikaanse ex-Wimbledonkampioen en promotor Jack Kramer, die veel proftoernooien organiseerde. Bekend werd de Jack Kramer Cup en het 'Kramer tenniscircus' dat over de hele wereld trok in het begin van de zestiger jaren van de twintigste eeuw. Profs waren er al sinds 1927, vooral in de Verenigde Staten. In Australië kwamen de eerste profs pas later. Vivian McGrath en later Dinny Pails waren de eerste Australische profs. Weldra volgden (door Jack Kramer gevraagd): Frank Sedgman, Ken McGregor, Rex Hartwig, Ian Ayre, George Worthington, Donald Tregonning, Jack Arkinstall en Mervyn Rose. Later volgden: Lew Hoad, Ashley Cooper, Ken Rosewall en Rod Laver. Owen Davidson en Tony Roche volgden nog voor het open tijdperk. 
Vanaf 1968 werden alle tennissers in de ILT-tennistoernooien betaald met prijzengeld. In de amateurtijd kregen tennissers alleen een reisvergoeding. 
Fred Perry en Tony Mottram waren de bekendste Britse profs vlak na de Tweede Wereldoorlog. Spanjaard Andrés Gimeno werd in 1962 prof. De belangrijkste proftennistoernooien (pro tennis championships) waren de US Pro, Wembley Pro en de French Pro. Zij golden als wat officieus de "pro-grandslams" genoemd kunnen worden.

## Geschiedenis
In 1968 leidde de commerciële druk tot een einde van de scheiding tussen de tennisamateurs en professionals, die tot dan toe in aparte toernooien speelden. Dientengevolge begon het open tijdperk in het tennis in 1968, toen de grandslamtoernooien, met als eerste Roland Garros, de regels veranderden en professionals toelieten tot hun tot dan toe alleen voor amateurs toegankelijke toernooien. Het eerste grandslamtoernooi dat "open" ging was het Franse Roland Garros. Voor het Australian Open ging het open tijdperk pas in 1969 in.
Het eerste toernooi in de open tijdperk was het British Hard Court Championship.

### Oprichting van de NTL en de WCT
In 1967 waren nog enkele professionals zoals Lewis Hoad, Luis Ayala, en Owen Davidson onafhankelijk, maar de meesten stonden onder contract. Zo had je de volgende grote partijen:
- National Tennis League (NTL) van George McCall
  - Rod Laver, Roy Emerson, Ken Rosewall, Andrés Gimeno, Pancho Gonzales en Fred Stolle
- World Championship Tennis (WCT) van Dave Dixon (opgevolgd door Lamar Hunt)
  - John Newcombe, Tony Roche, Nikola Pilić, Roger Taylor, Pierre Barthès, Earl Buchholz, Cliff Drysdale en Dennis Ralston

De professionals onder contract speelden dus alleen daar waar hun teambazen wilden dat ze speelden. De spelers van de WCT mochten van hun bazen in 1968 niet op Roland Garros spelen. In 1970 mochten de spelers van NTL niet naar de Australian Open omdat de NTL niet de gewenste garantstelling had ontvangen, en in datzelfde jaar speelden er geen spelers van beide organisaties op Roland Garros. 